# 国民革命军第25师
国民革命军第25师，号称“千里驹师”，是国民革命军的一支部队。

## 第一次组建
1926年叶挺独立团改编为第四军第25师。
1927年7月26日，周恩来在陈赓陪同下赶到九江，见面后对聂荣臻说：要到南昌去组织武装起义，在马回岭还有第25师，要想办法把这个师的全部或大部，拉到南昌参加起义。双方约定南昌一动手，就发一列空车来，说明南昌已经行动，聂荣臻就把拉出来的部队，装上列车，向南昌开进。聂荣臻一到马回岭，立即找到73团团长周士第、75团孙一中。他们二人都是黄埔一期的学生。聂荣臻向他们传达了中央关于南昌起义的决定后，共同商定了拉第25师参加起义的步骤：
- 第73团，由周士第负责组织整团起义。
- 第75团，由孙一中负责组织起义，因为这个团驻在马回岭以北几十里的黄老门，又与师部在一起，为免打草惊蛇，所以撇开团长和团部人员，3个营的部队参加起义。
- 第74团，只有重机枪连连长是共产党员，就把这个连拉出来参加起义。

起义以野外军事演习的名义进行。到马回岭车站集中待命。8月1日凌晨，75团由驻地出发，中午到达马回岭。恰在这时，南昌一列火车来到马回岭车站，聂荣臻知道南昌已经举行起义，就下令部队按预定计划采取行动。8月1日下午，25师73团全部、74团重机枪连和75团3个营等起义部队在此集结、开拔，8月2日在南昌与其他起义部队胜利会师。
八一起义后。聂荣臻从马回岭车站拉出来的部队，补充了800多名青年学生，编为第十一军二十五师，由周士第任师长，总人数约5000人，成为起义军的主力之一。该师出了两名开国元帅：
- 陈毅任七十三团政治指导员（相当于团政治委员）
- 林彪任七十三团三营7连连长。

该部沿革为1928年朱毛会师后的红四军第28团、长征时的红四团，现为中国人民解放军红军师第127师一部分。

## 第二次组建

### 内战时期
1929年6月陸軍軍官學校軍官教育團改编為教導第二師（師長張治中）第二旅。1931年1月教導第二師改為第四師，師長徐庭瑤，第二旅新番號為第十一旅。1932年3月，第十一旅改制為第四師獨立旅（旅長關麟徵）。1933年1月，獨立旅在攻克紅軍安徽金家寨後，於安徽蚌埠擴編為國民革命軍陸軍第二十五師，師長關麟徵。
1933年3月日軍侵犯熱河承德，第二十五師急調長城古北口防禦，參加長城戰役，此時，短暫编入國民革命軍第十七軍，軍長徐庭瑤。
1936年3月第二十五師调入山西與东征的紅軍作戰，4月3日在三交鎮擊斃紅軍將領劉志丹（紅軍方面資料稱死因不明）。在關麟徵帶領下，第二十五師在山西造成紅軍很大困擾，善於運動戰的表現，也贏得「千里駒」的美名。

### 抗战时期
1937年7月七七事變後，第五十二軍於咸陽編成，旋移防河北保定隸屬第一戰區，軍長關麟徵。编入第二十五師師長張耀明。參加平漢鐵路北段作戰。1938年參加徐州會戰，在台兒莊戰役中表現出色，頗受好評(關麟徵軍長因功晉升中將，第二十五師師長張耀明記大功一次，第二師和第二十五師各發獎金一萬元)。1938年7月參加武漢會戰外圍的江西瑞昌戰鬥。1938年9月，關麟徵升任第三十二軍團軍團長，張耀明繼任軍長，趙公武任副軍長。可见，此时第25师是第五十二军的基干部队。
1938年11月，随第五十二軍编入第九戰區，守衛湘北新墻河防線。1939年9月參加了第一次長沙會戰等戰役，1940年秋天，日軍進駐法屬印度支那後，第五十二軍調防雲南南部，防止日軍攻擊滇南。 
在國軍接受美援後，第五十二軍成為半美械部隊〔三個師裝備一個美式輕裝步兵師的武器配備，師炮兵營配備七五山炮，非美式制式的105榴炮，且僅有第二師有師山炮營，共12門山炮；並混用國產武器〕。

### 第二次国共内战
抗戰勝利後，由滇南駐地赴越南北部接受日軍投降，後從海防由美軍船運秦皇島，一路沿北寧鐵路擊敗林彪部，攻入山海关、锦州。第25师于1946年1月15日接收瀋陽铁西，成为国军挺进东北的先锋，“千里驹师”之名传遍东北九省，1946年3月中旬苏军撤离沈阳主市区后，2师立即攻擊撫順，4月兩次進攻本溪，與程世才率領的东北民主联军三縱、四縱作戰，收復本溪。
1946年10月19日，东北国军按照蒋介石制定的“先南后北”战略，集中第52军、新一军、新六军、第60军、第71军8个师兵力约10万余人，分左、中、右三路，向辽东解放区大举进攻：
- 左路新一军新30师、52军195师、71军91师沿新宾、柳河向通化、临江进攻，阻止东北民主联军第三纵队南下作战。东北民主联军称之为通化保卫战。
- 中路第五十二軍分成两股
  - 右股第2师和第25师第75团沿安奉铁路向安东正面进攻
  - 左股第25师(欠第75团)，号称“千里驹”师，“能征惯战，战无不胜”，曾在1946年1月15日率先进占沈阳市铁西区。此次，向小市、赛马、宽甸进攻，迂回辽东守军左侧后，切断辽东党政军群各单位北撤转移路线
- 右路新六军14师、新22师和60军184师余部，沿海城、岫岩向大孤山进犯，右翼配合中路占领安东市。辽南军区独立第一师担任阻敌任务。

新开岭战役东北民主联军第四纵队全歼第25师8000余人，俘师长李正谊少将、少将副师长段培德、团长李公言、团长赵振戈等6200余人，毙伤2100余人，缴获步枪、轻重机关枪、冲锋枪、短枪等共2887支（挺），山炮、迫击炮、机关炮、速射炮等117门，汽车3辆，装甲车4辆，电台13部，各种弹药100余万发。第四纵队伤亡2128人，其中第10师第28团参谋长李书轩、第10师作战科副科长段然等328人牺牲。
戰後第二十五師第七十五團第一營營長梁鳳彩在草河口收容突圍官兵，五天後收容兩千五百餘人。1947年5月東北保安司令长官部決定縮小防線，棄守安東地区、通化地区，第五十二軍回到瀋陽附近整補，担任沈阳至营口沿线的守备，与东北民主联军辽南军区作战。
重建後的第二十五師（欠第七十三團），1948年2月鞍山戰鬥遭解放軍第四、第六縱隊與南滿獨立第一師合圍，激戰14日之後全師覆沒，師長胡晉生被俘。1948年3月劉玉章升任52军第六任軍長，並以第七十三團為基礎再次重建第二十五師。
在1948年9月遼瀋戰役開始時，經國民政府東北剿匪總司令部總司令衛立煌上將許可，第五十二軍未隨廖耀湘兵團西進解錦州之圍，反而南下搶佔出海口，從瀋陽出發，「徒步機動，祇花了兩天半時間，走了三百華里，到達營口」，「快動猛打」擊敗守衛解放軍，對比之下西進廖兵團，以機械化之師，外加行軍初期並無大軍阻斷，卻「每天行進竟不到二十華里」。1948年10月21日，海军“重庆”号、“永泰”号、“永胜”号、“永康”号等4舰到营口海面用炮火支援国民革命軍第52军从东北野战军獨立第二師作戰夺取营口。随后，国军征调了葫芦岛、大沽、长山岛等地的商船和机帆船驶往营口编成运输舰队，其中有“海菲”号、“宣怀”号、“中101”号、“中108”号、“中111”号等。海军方面的报告、战史称运输船只有中字号六艘、联字号（LSI）一艘、商轮五艘撤运52军。10月28日，桂永清乘坐“太康”号赶到营口，亲自部署指挥抢运：
- “重庆”号巡洋舰位于辽河口外，掩护舰船进出辽河，必要时炮击营口市区，掩护最后撤退部队；
- “永兴”号、“太康”号军舰驶入辽河，泊于西炮台附近掩护装运，俟殿后部队登船启运后，再逐次退出辽河；
- “联利”号、“中基”号、“中鼎”号、“中建”号4运输舰入港，协运人员、马匹及物资
- “宣怀”号及各中字轮入港载运部队
- “海菲”号、“渤海”号轮船则停在辽河口外，以待驳运
- 派兵控制港内帆船作为驳运和殿后部队撤退之需[來源請求]。

10月29日，“中基”号、“中建”号、“中鼎”号首先装运非战斗人员及伤兵撤离。接着“联利”号、“海菲”号、“中102”号也装上了非战斗人员及辎重离港。10月30日，“渤海”号、“宣怀”号、“中101”号、“中108”号、“中111”号等进入港内。10月31日3时许，東北野戰軍第九縱队（司令员詹才芳）向营口发动攻势，营口港内一片混乱。31日4时许，装运第2师的“宣怀”号商轮突然起火爆炸，中舱和底轮的2000余人葬身火海，只有甲板和上舱人员得以逃生。“中基”号在“太康”号和“永兴”号的炮火掩护下于当日7时20分最后出港。许多未来得及上船的国军官兵举枪向舰船射击，舰上也开炮回敬，不少人死于自相残杀之中。11月1日，海军舰艇护运第五十二軍军部及第25师(缺1个团)、军直特务团共一萬多人撤至葫芦岛，留在营口的第2师、第25师1个团及军直人力输送团等部被歼灭。敵前海上撤退雖可以算是成功，但是可以預期的是輜重幾乎全失，後來再船運至江南常州整補。
1949年5月上海戰役期間，第五十二軍於月浦之戰造成解放軍重大損失。第五十二軍上下大約只從上海撤出一萬人。第二師番號後來變更為第三十三師、第三三三師，代號為埔光部隊，素有「天下第一師」稱號（因第一師随胡宗南部在成都覆滅未撤退來臺）。

## 文化影响
电影故事片《逆风千里》1964年由珠江电影制片厂摄制、公映。影片故事背景是新开岭战后，在东北国军压倒性进攻南满解放区（“四保临江”）的形势下，第25师被俘官兵经北朝鲜千里徒步行军去北满。